# 貴船神社 (磐田市)
貴船神社（きぶねじんじゃ）は、静岡県磐田市（旧・磐田郡掛塚町）掛塚927-1にある神社。旧社格は郷社。10月第3土曜・日曜には例大祭の掛塚まつりが行われる。
静岡県西部の天竜川流域には貴船神社が多く、区別のために掛塚貴船神社と表記されることもある。天竜川の河口にあった掛塚湊の鎮守とされ、廻船業者の崇敬が厚かった。境内の碑石としては「津倉世雄翁之碑」と「掛塚港廻船之碑」がある。

## 名称
古くは貴布祢明神や貴布祢神社とも記され、木船や黄船と書かれることもあった。1871年（明治4年）の大政官達によって今日の貴船神社という表記が定着した。

## 祭神
- 高龗神（たかおかみのかみ）[1]

## 歴史

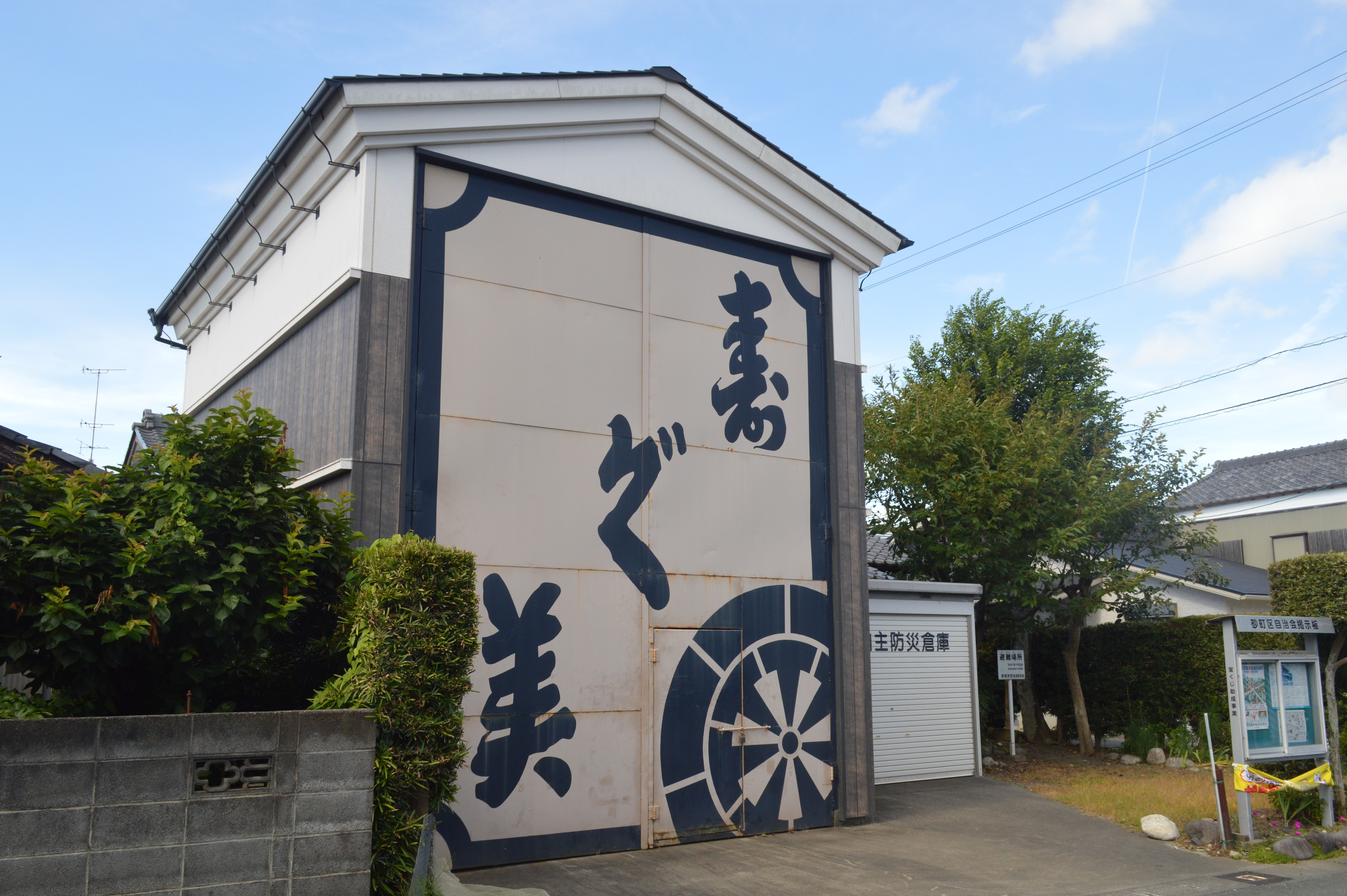
掛塚まつりの屋台蔵

室町時代以前に創立されたと伝わる。天正4年（1576年）に社殿を再建した。慶安元年（1648年）10月24日、徳川家光から朱印地8石を寄進された。
1873年（明治6年）10月24日には郷社に列せられ、1907年（明治40年）1月12日には神撰幣帛料供進社に指定された。1883年（明治16年）9月6日には火災で社殿が焼失し、1887年（明治20年）には本殿が、1897年（明治30年）には拝殿と幣殿が再建された。1935年（昭和10年）には幣殿が増築された。
1960年（昭和35年）10月1日には静岡県内神社級別によって6級社に指定され、1981年（昭和56年）7月1日には5級社に指定された。1987年（昭和62年）には御本殿鞘堂が建設された。

## 境内

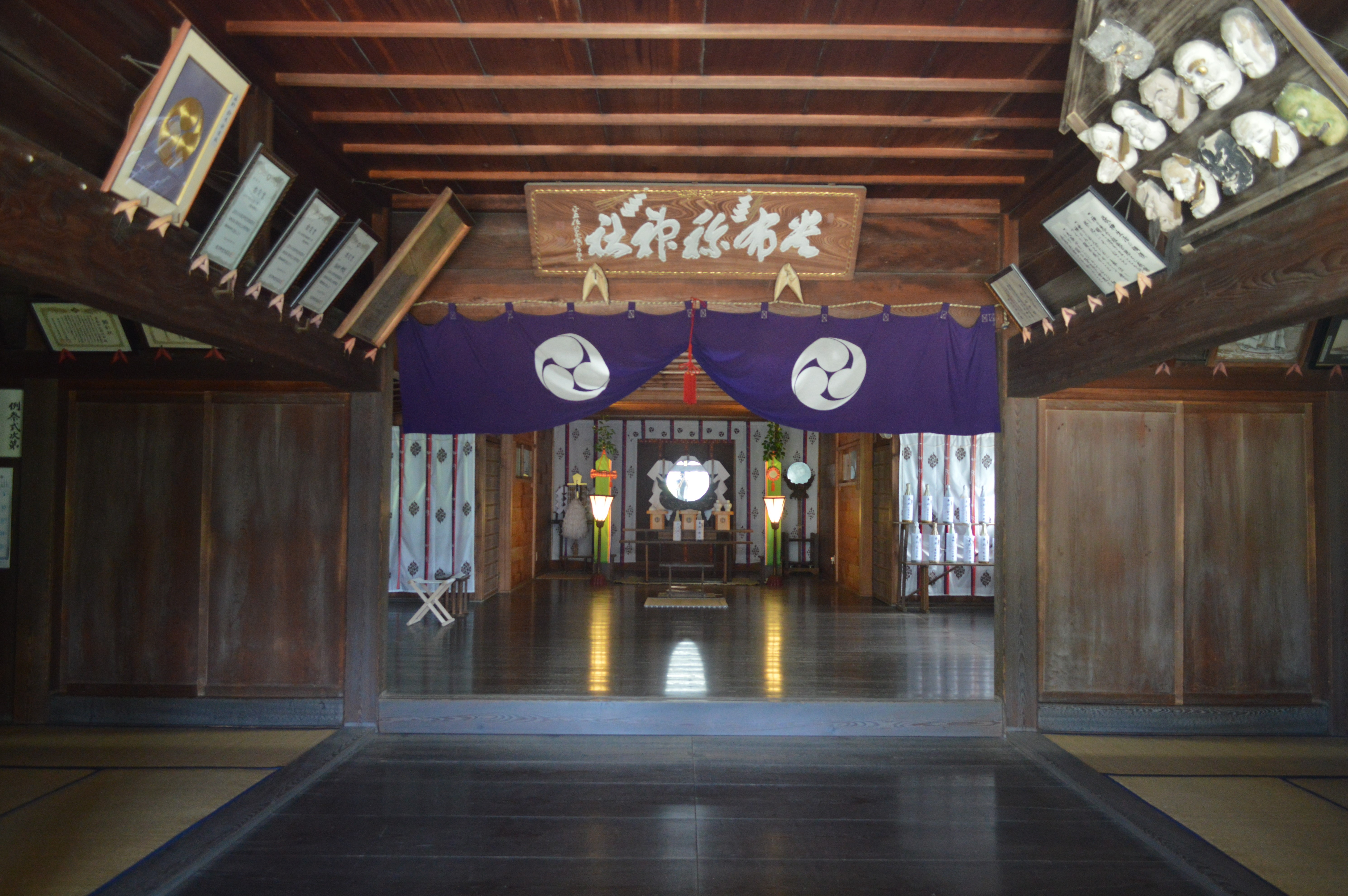
拝殿の内部

### 建造物
- 本殿 - 神明造、銅板葺。1887年（明治20年）9月建築。
- 幣殿 - 平屋造、銅板葺。1877年（明治10年）12月建築。
- 拝殿 - 入母屋造、銅板葺。1897年（明治30年）9月建築。
- 本殿鞘殿 - 神明造、銅板葺。1987年（昭和62年）6月建築。
- 社務所 - 平屋造、瓦葺。2016年（平成28年）9月建築。
- 宝庫 - 2階建、瓦葺。1921年（大正10年）移転修理。
- 神宝庫 - 2階建、瓦葺。1978年（昭和53年）10月建築。
- 鳥居 - 花崗岩。建築年不詳。
- 手水舎 - 銅板葺。1963年（昭和38年）再建。
- 本殿玉垣 - 檜造。1935年（昭和10年）12月建築。
- 唐獅子 - 花崗岩、1対。1917年（大正6年）9月建築。
- 石灯籠 - 花崗岩、2基。1897年（明治30年）建築。
- 石灯籠 - 花崗岩、2基。1907年（明治40年）建築。
- 屋台蔵 - 煉瓦造、瓦葺。1910年（明治43年）4月建築。
- 屋台蔵 - 2階建、瓦葺。1917年（大正6年）移転建築。
- 御池玉垣 - 御影石。1929年（昭和4年）6月建築。
- 幟立 - 御影石。1928年（昭和3年）9月建築。

出典は「遠州掛塚 貴船神社 参拝のしおり」

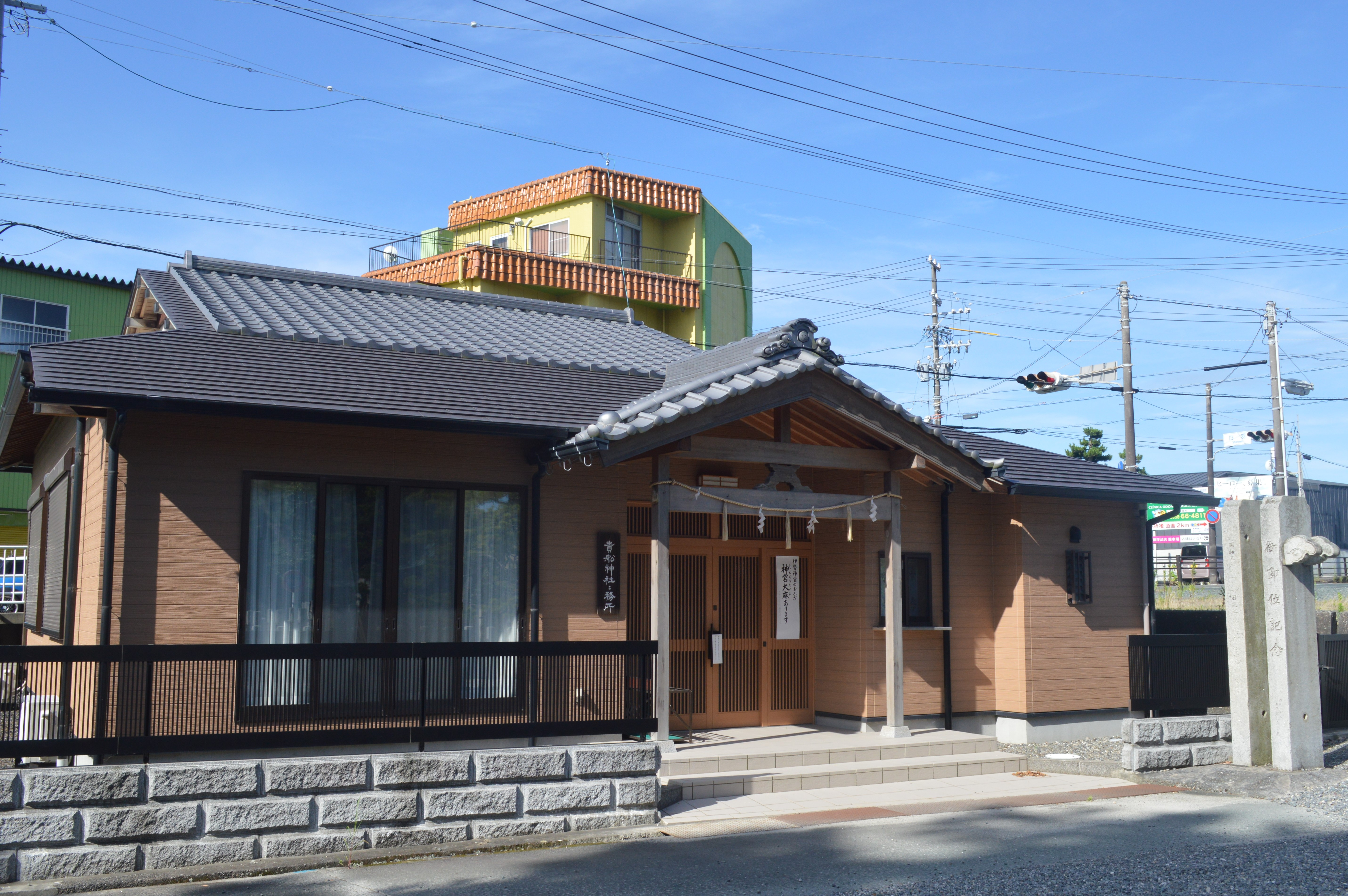
社務所
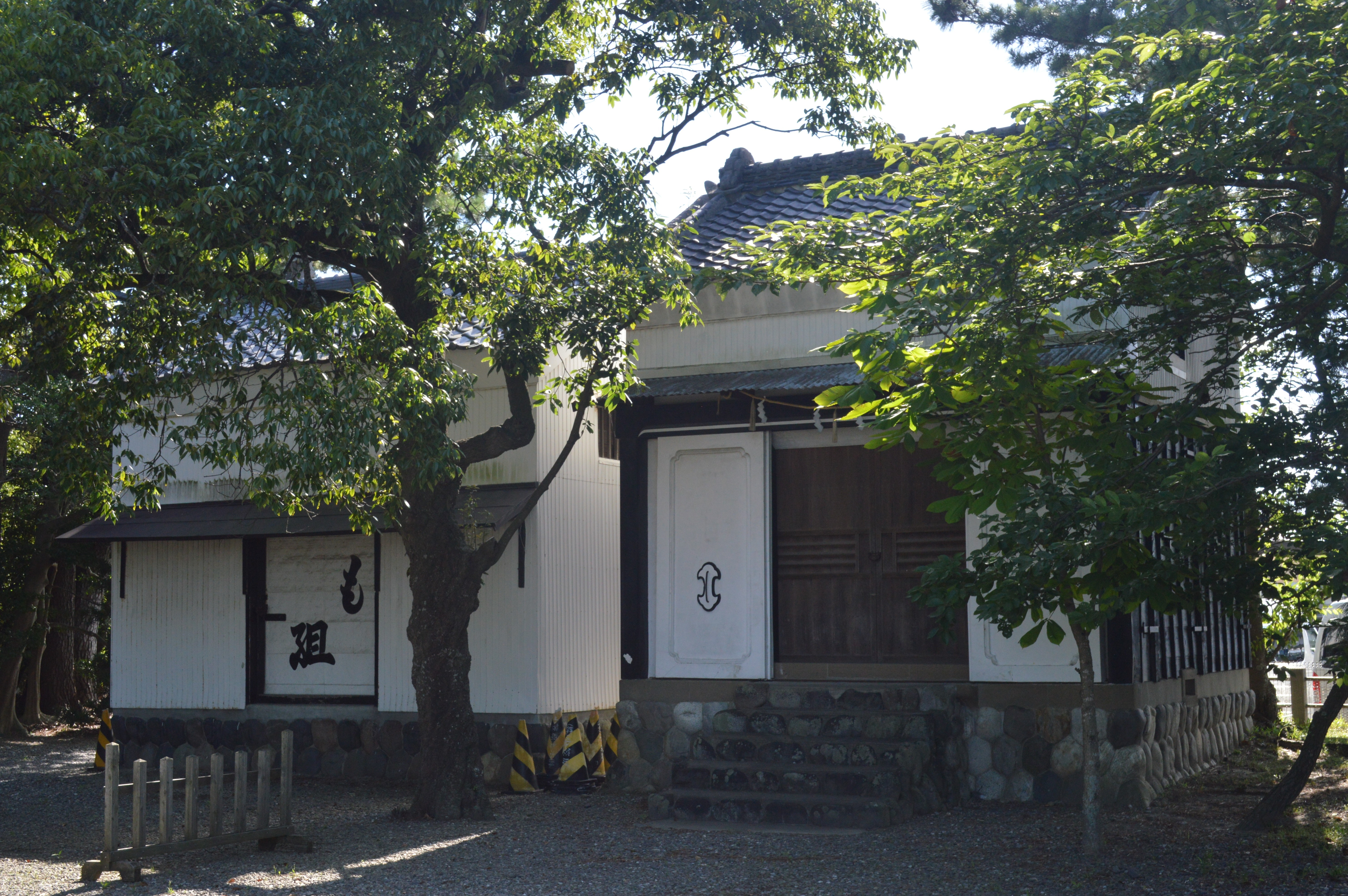
宝蔵
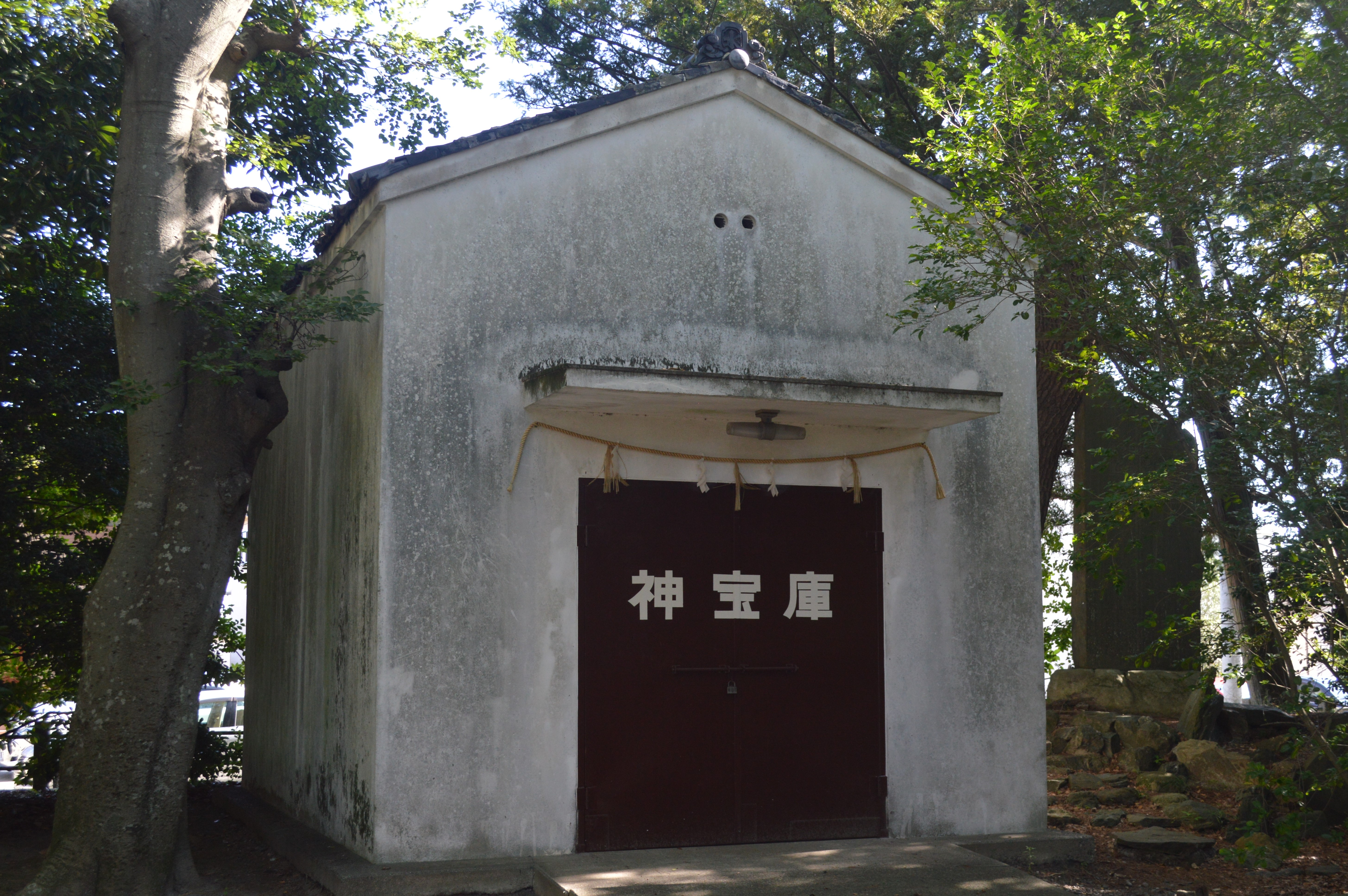
神宝庫
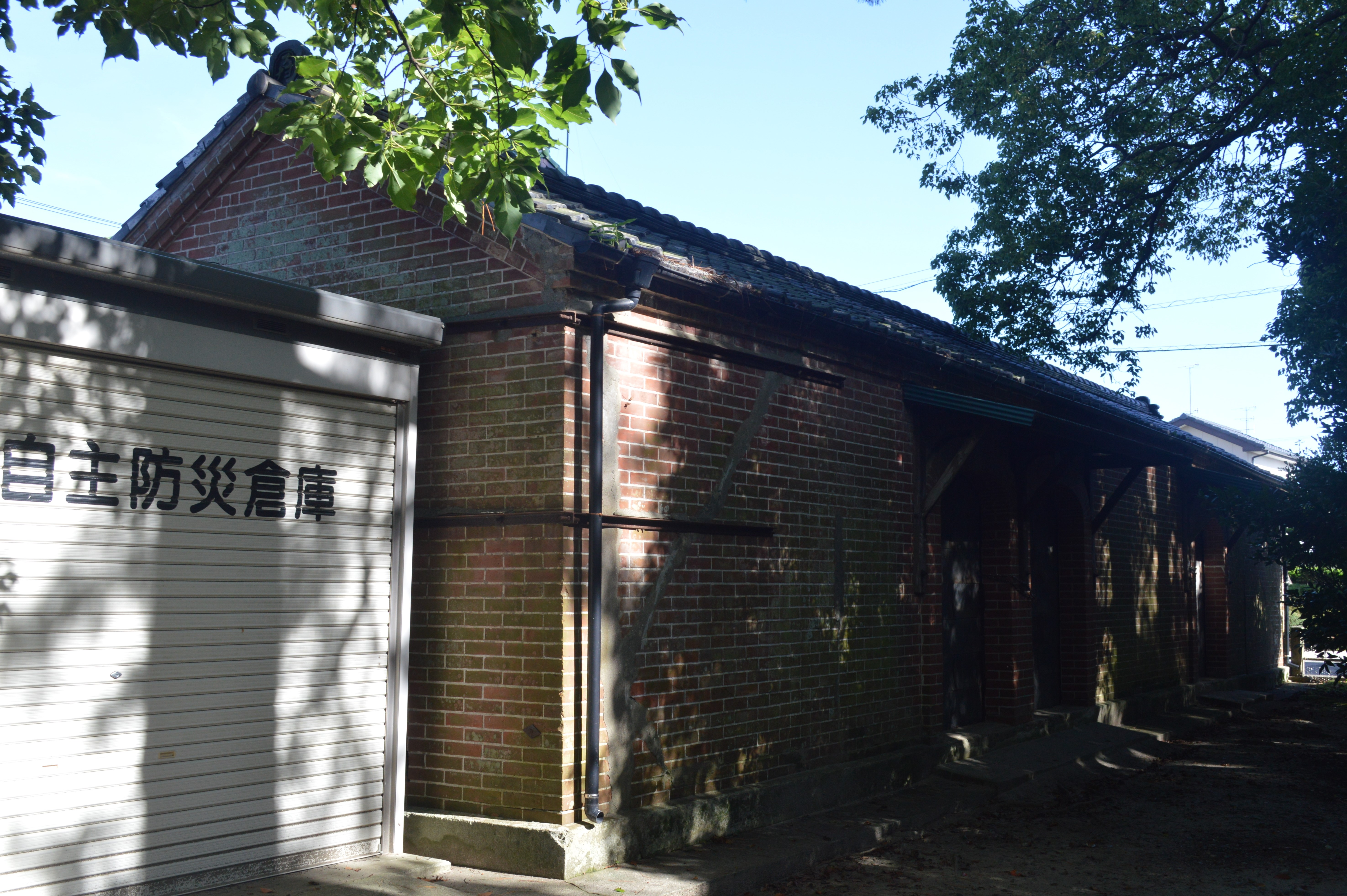
屋台蔵
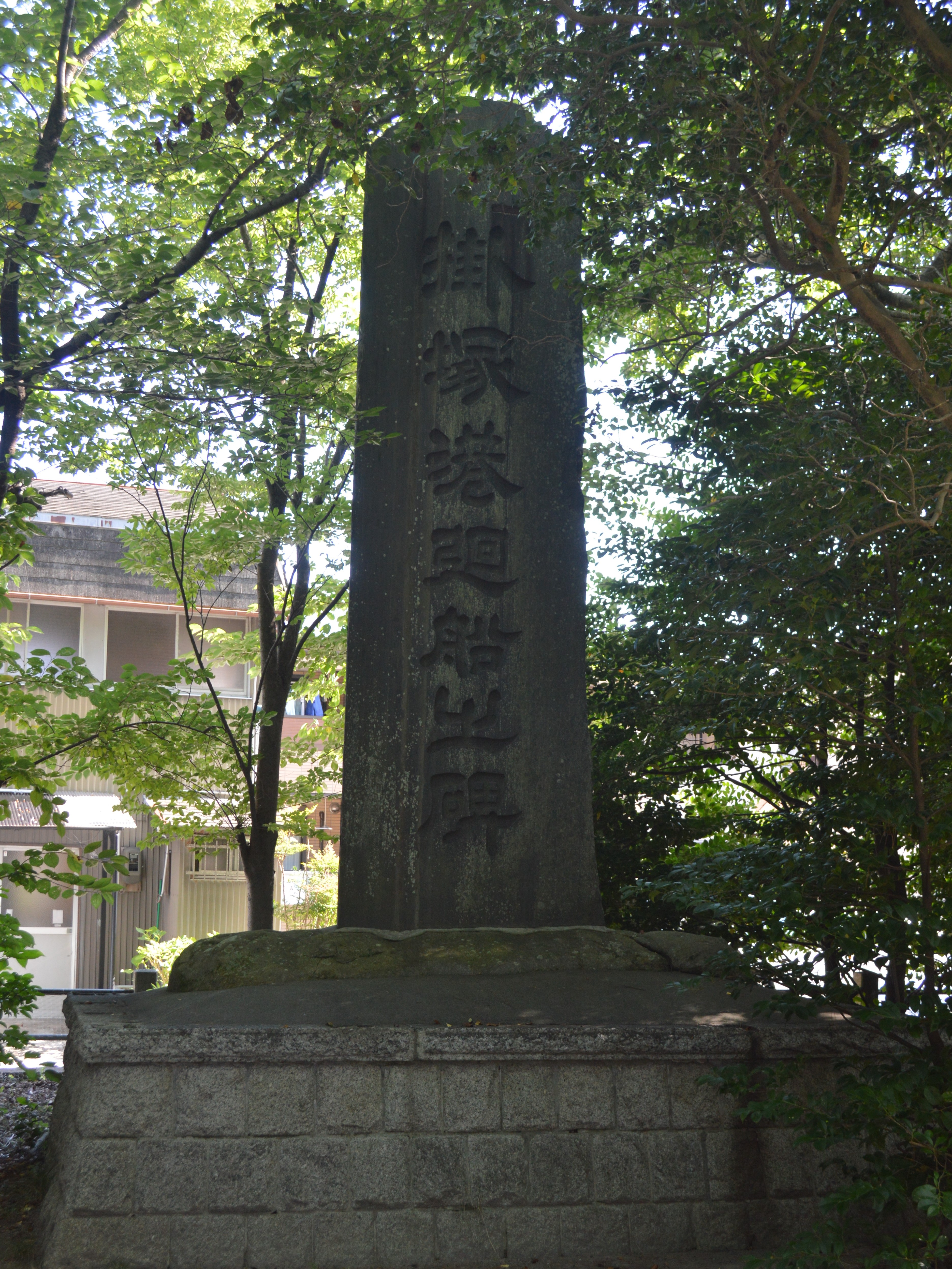
「掛塚港廻船之碑」

### 境内社

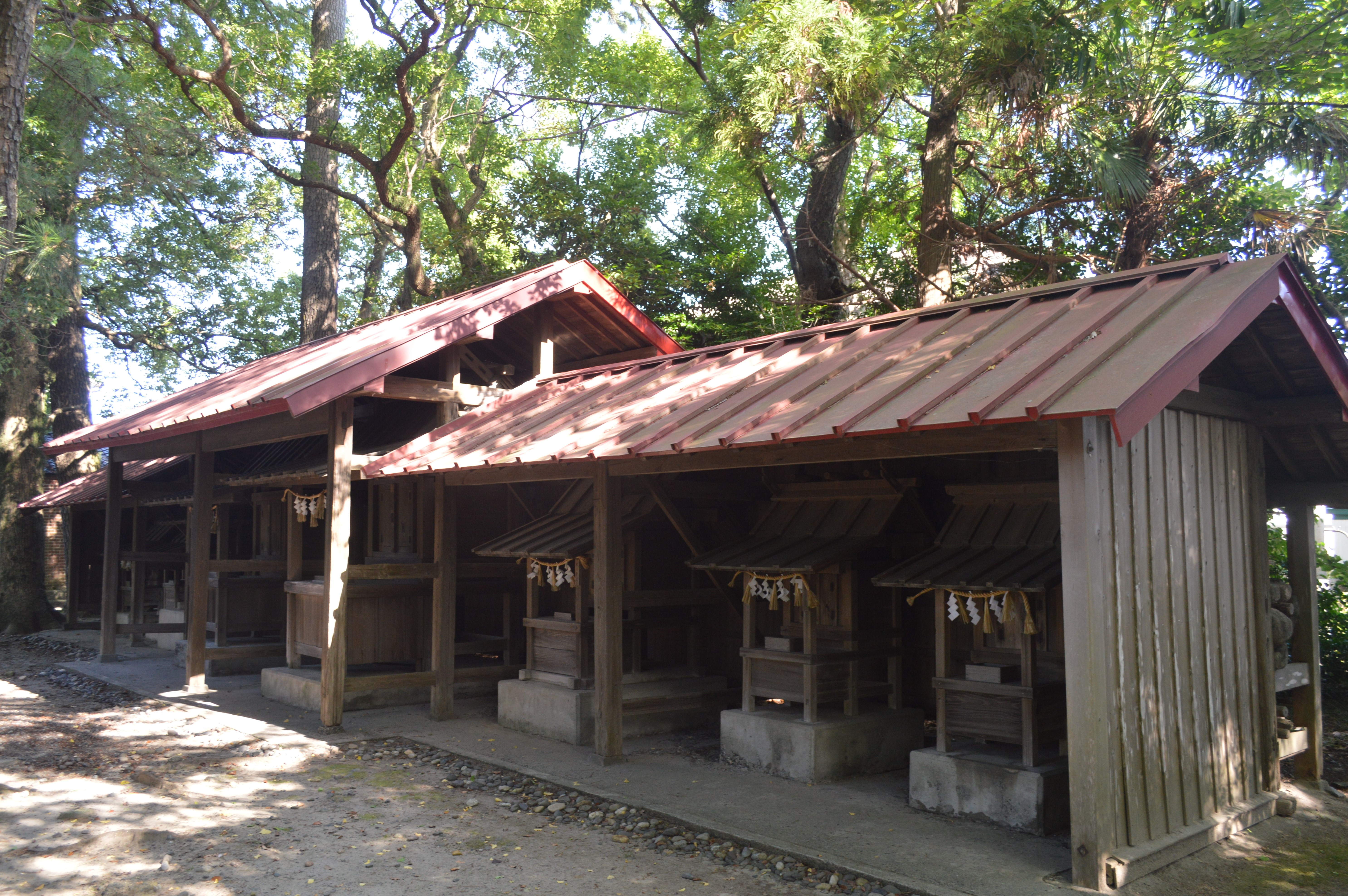
境内社

- 神明宮
- 白山神社
- 風日祈宮
- 伊雑宮
- 津島神社
- 多度神社
- 東照宮
- 住吉神社
- 愛宕神社
- 厳島神社
- 福神社

出典は「遠州掛塚 貴船神社 参拝のしおり」

## 催事
- 1月1日 - 元旦際
- 2月17日 - 記念祭
- 6月14日・15日 - 津島神社例祭（祇園祭）
- 6月30日 - 大祓式
- 8月10日 - 厳島神社例祭（夏祭）
- 10月第3土曜・日曜 - 例大祭（掛塚まつり）
- 11月15日 - 七五三祝祭
- 11月23日 - 新嘗祭（秋祭）
- 12月31日 - 大祓式
- 12月31日 - 除夜祭
- 毎月1日 - 月次祭

出典は「遠州掛塚 貴船神社 参拝のしおり」

## 文化財

### 有形民俗文化財
- 貴船神社神輿[1] - 2005年（平成17年）11月21日指定。1881年（明治14年）製作。掛塚まつりに用いられる神輿。
- 西洋型帆船模型[1] - 2005年（平成17年）11月21日指定。1897年（明治30年）9月の掛塚まつりの際に奉納された模型。
- フタナリ船[1] - 2005年（平成17年）11月21日指定。江戸時代。神輿に奉納されている木船の模型。

## 現地情報
所在地
- 438-0234 静岡県磐田市掛塚927-1

アクセス
- 浜松駅バスターミナルから遠鉄バス90 92 93 96 掛塚さなる台線で約20分、または豊田町駅南口バス乗り場から遠鉄バス92 掛塚さなる台線で約15分、または磐田駅北口バス乗り場から遠鉄バス92 93 掛塚さなる台線で約30分、いずれも掛塚バス停下車徒歩1分[1]。